# Pesantren (Blado)
Pesantren is een bestuurslaag in het regentschap Batang van de provincie Midden-Java, Indonesië. Pesantren telt 1773 inwoners (volkstelling 2010).